# Saint-Romain-la-Motte
Saint-Romain-la-Motte är en kommun i departementet Loire i regionen Auvergne-Rhône-Alpes i centrala Frankrike. Kommunen ligger i kantonen Saint-Haon-le-Châtel som tillhör arrondissementet Roanne. År 2022 hade Saint-Romain-la-Motte 1 423 invånare.

## Befolkningsutveckling
Antalet invånare i kommunen Saint-Romain-la-Motte
| Referens: INSEE |